# Football Club Swift Hesper
Lo Swift Hesperange (nome completo in lussemburghese Football Club Swift Hesper, in tedesco Football Club Swift Hesperingen) è una società calcistica lussemburghese con sede nella città di Hesperange. Milita in Division Nationale, la massima serie del Campionato lussemburghese di calcio.

## Cronistoria
- 1916: Fondato come FC Swift Hesperange
- 1940: Rinominato FV Rot-Weiß Hesperingen durante l'occupazione tedesca
- 1944: Rinominato ancora FC Swift Hesperange
- 1985: Prima stagione nella National Division
- 1990: Vittoria della Coppa del Lussemburgo e prima qualificazione nelle coppe europee (Coppa delle Coppe 1990/91)

Nel 2021 ha partecipato alla UEFA Europa Conference League, dove è stata eliminata al primo turno dagli sloveni del Domžale.

## Palmarès

### Competizioni nazionali
- Campionato lussemburghese: 1

2022-2023
- Coppa del Lussemburgo: 1

1989-1990
- Éirepromotioun: 2

2000-2001, 2012-2013
- Luxembourg 1. Division: 1

1996-1997

### Altri piazzamenti
- Campionato lussemburghese:

Secondo posto: 2023-2024
Terzo posto: 2020-2021
- Coppa di Lussemburgo:

Finalista: 2023-2024

## Organico 2023-2024
Aggiornata al 19 novembre 2023.
| N. |                        | Ruolo | Calciatore        |
| -- | ---------------------- | ----- | ----------------- |
| 2  | Senegal (bandiera)     | D     | Thierno Gaye      |
| 3  | Francia (bandiera)     | D     | Andy Minolien     |
| 4  | Lussemburgo (bandiera) | D     | Kevin Malget      |
| 5  | Lussemburgo (bandiera) | D     | Tom Schnell       |
| 6  | Madagascar (bandiera)  | C     | Clément Couturier |
| 7  | Lussemburgo (bandiera) | A     | Ken Corral        |
| 8  | Lussemburgo (bandiera) | C     | Olivier Marques   |
| 9  | Lussemburgo (bandiera) | A     | Maurice Deville   |
| 10 | Germania (bandiera)    | C     | Dominik Stolz     |
| 11 | Francia (bandiera)     | A     | Achraf Drif       |
| 14 | Lussemburgo (bandiera) | D     | Cédric Sacras     |
| 17 | Francia (bandiera)     | A     | Brian Babit       |
| 18 | Belgio (bandiera)      | C     | Mohamed Loua      |
| 19 | Francia (bandiera)     | C     | El Hadi Belameiri |
| 20 | Francia (bandiera)     | C     | Mickaël Garos     |
| 21 | Francia (bandiera)     | D     | Roman Pierrard    |
| 22 | Francia (bandiera)     | D     | Lamine Fall       |
| 23 | Francia (bandiera)     | D     | Hakim Menai       |
| 24 | Marocco (bandiera)     | A     | Rachid Alioui     |

| N. |                        | Ruolo | Calciatore         |
| -- | ---------------------- | ----- | ------------------ |
| 26 | Ghana (bandiera)       | D     | Jerry Prempeh      |
| 27 | Lussemburgo (bandiera) | P     | Mattia Gerges      |
| 28 | Belgio (bandiera)      | C     | Maxime Electeur    |
| 29 | Lussemburgo (bandiera) | C     | Jan Ostrowski      |
| 31 | Francia (bandiera)     | D     | Bryan Mélisse      |
| 38 | Francia (bandiera)     | A     | El Hadj Coly       |
| 39 | Irlanda (bandiera)     | A     | Hermann Behiratche |
| 40 | Francia (bandiera)     | P     | Geordan Dupire     |
| 45 | Francia (bandiera)     | A     | Rayan Philippe     |
| 77 | Lussemburgo (bandiera) | A     | Dave Turpel        |
| 80 | Lussemburgo (bandiera) | C     | Kenan Avdusinovic  |
| 81 | Lussemburgo (bandiera) | P     | Youn Czekanowicz   |
| 90 | Francia (bandiera)     | A     | Franck Koré        |
| 93 | Senegal (bandiera)     | A     | Hamidou Séne       |
| 97 | Lussemburgo (bandiera) | A     | Florik Shala       |
|    | Lussemburgo (bandiera) | A     | Pierre-Noah Mabika |
|    | Ghana (bandiera)       | C     | Kwame Ofori        |
|    | Ghana (bandiera)       | C     | Blankson Anoff     |

### Staff Tecnico
Staff tecnico aggiornato al 16 giugno 2022.
- Pascal Carzaniga - Allenatore
- Rosolino Puccica - Vice allenatore
- Lehit Zeghdane - Vice allenatore
- Bertrand Crasson - Vice allenatore
- Luc Duville - Allenatore dei Portieri
- Antoine Mangione - Allenatore Coordinazione